# Fabbrica di porcellane Dihl e Guérhard
La manifattura Dihl e Guérhard fu una fabbrica di porcellana a pasta dura sita a Parigi, originariamente nella via rue de Bondy, attiva dal 25 febbraio 1781 al 1828.

## Storia
La fabbrica fu fondata da Christophe Dihl (1752- 1830), chimico e modellatore di origini tedesche, con Antoine Guérhard e sua moglie Louise-Françoise-Madeleine Croizé (1751-1831), che gestiva la parte commerciale dell'azienda. Alla morte di Guérhard, avvenuta nel 1793, l'azienda rimase nelle mani di Dihl e della vedova, che diventerà poi dal 1797 sua moglie. 
Grazie alla professione di Dihl la fabbrica sperimentò nuovi colori e finiture. Fin dalle prime fasi la manifattura operò sotto la protezione, ma non la proprietà, di Luigi Antonio di Borbone, duca d'Angoulême (1775-1844), nipote del regnante Luigi XVI di Francia. Questo permise alla fabbrica di operare nonostante il monopolio sulla porcellana dipinta e dorata che il sovrano francese aveva dato alla manifattura di Sèvres.

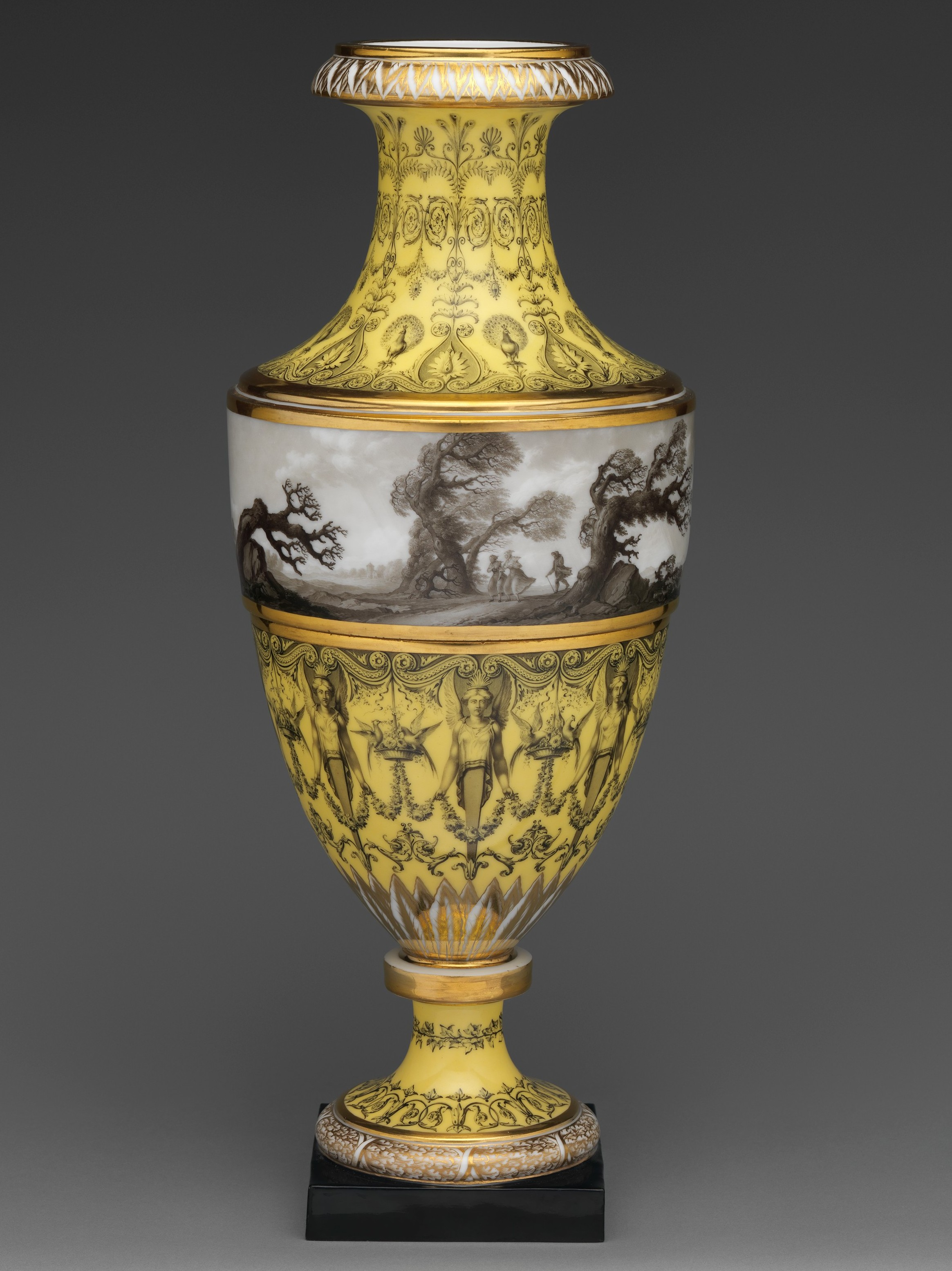
Vaso con Paesaggio in tempesta, 1790–95

## Stile
Le porcellane si presentavano di altissima qualità, pari a quella di Sèvres; dal punto di vista stilistico seguirono dapprima il gusto neoclassico, per poi adeguarsi allo stile Impero. Nel 1811 l'imperatrice Giuseppina di Beauharnais, per la sua dimora di Malmasion, commissionò alla fabbrica un servizio, decorato con dipinti olandesi con pitture di genere ripresi dal secolo d'oro olandese, il tutto incorniciato da bordi neoclassici dorati che ricoprivano del tutto lo sfondo di porcellana bianca, una combinazione alquanto sorprendente già utilizzata da Sèvres prima della Rivoluzione. 
Una qualità particolare della manifattura era la produzione di vasi decorati ad imitazione della pietra levigata o il guscio di tartaruga, alcuni a forma di fuseau sottile e montati con il bronzo dorato.

## Marchio
Una versione abbreviata del nome formale "Manufacture de Monsieur Le Duc d'Angoulême" era talvolta stampigliata sotto i pezzi, e veniva usato un segno di G e A intrecciati. A partire dal 1789, con la rivoluzione francese, la sede della manifattura si sposterà dalla sede originaria in rue du Temple, fino all'anno della chiusura, avvenuta nel 1828.

## Artisti collegati
Il pittore Merry-Joseph Blondel esegue il suo apprendistato nella fabbrica nel 1797, dove i giovani apprendisti ricevevano lezioni di disegno da Charles-Etienne Leguay.

## Galleria d'immagini

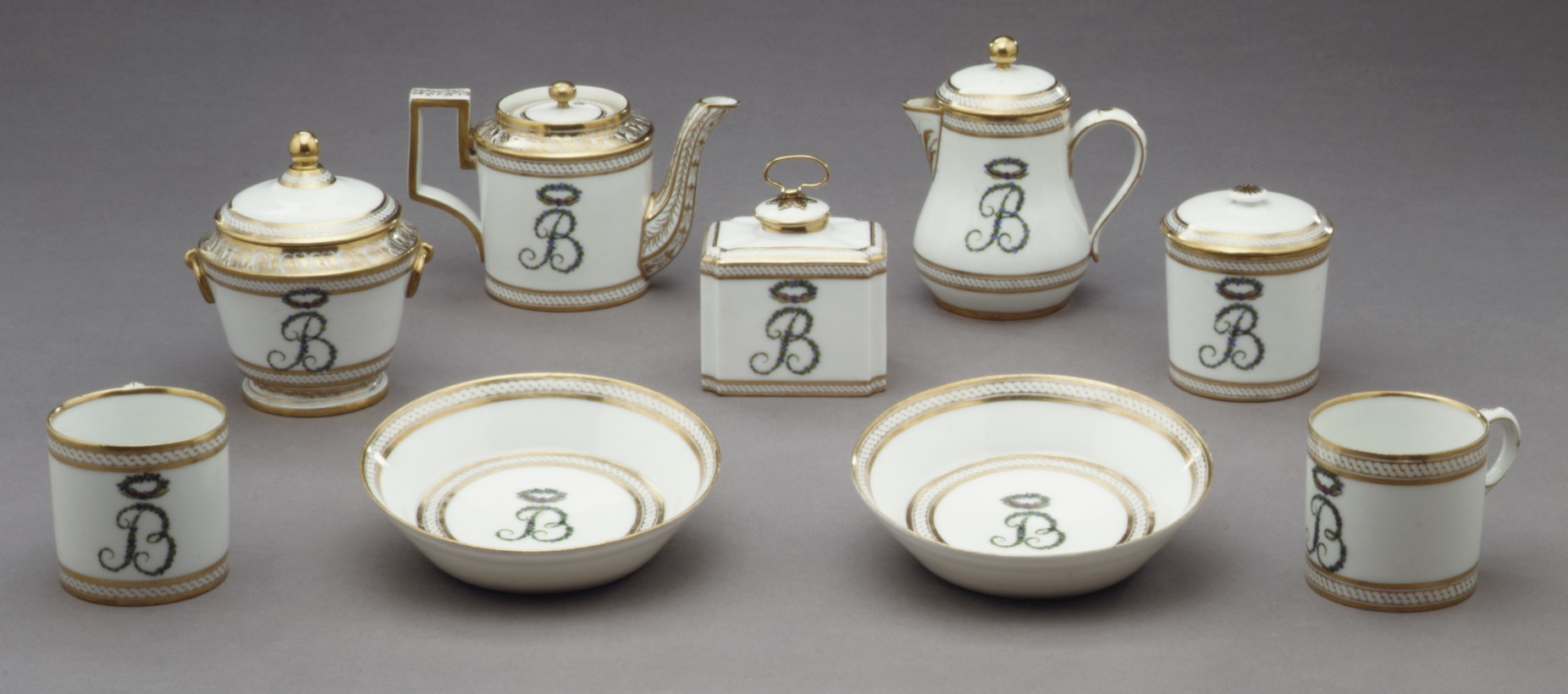
Servizio da tè
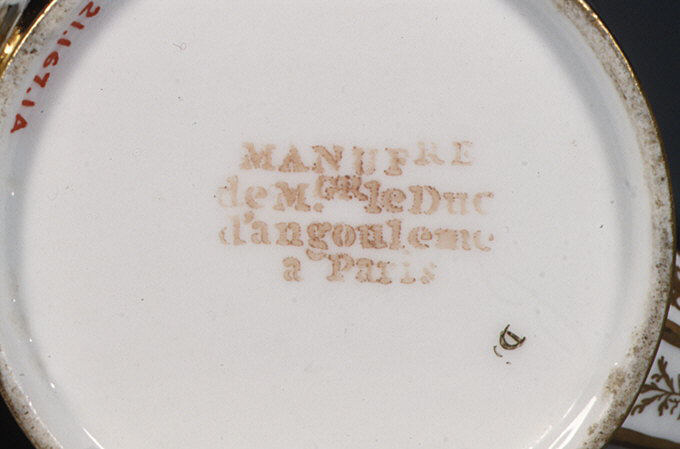
Particolare da una teiera (facente parte di un servizio da tè da viaggio)
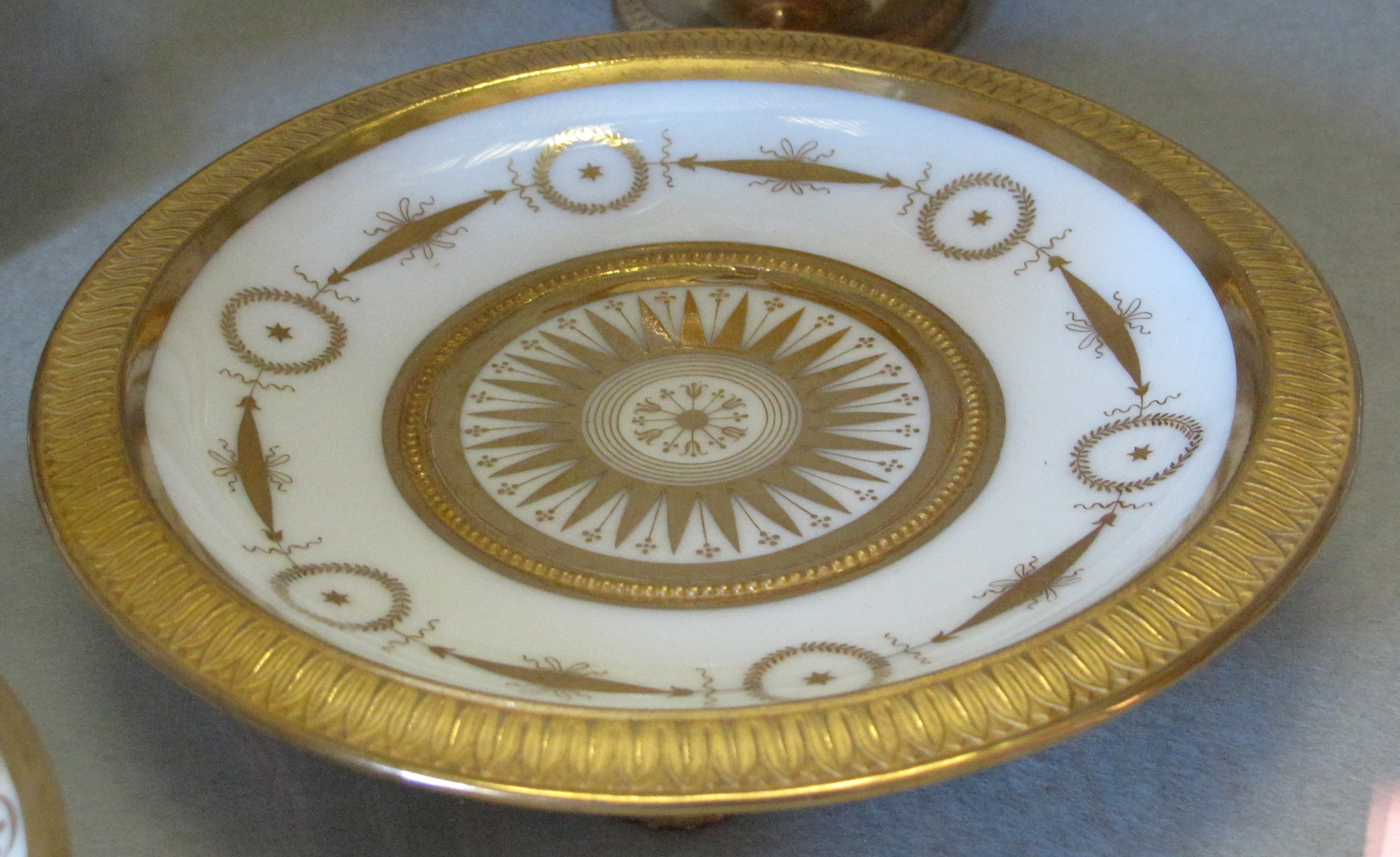
Piattino con finiture in oro zecchino, 1790 ca